# 폼페이양식
폼페이 양식(Pompeian Styles) 또는 폼페이 벽화양식은 로마 미술을 보여주는 고대 로마 벽화중 폼페이(Pompeii) 시대에서 일반적으로 구별될수있다고 보는 4개의 시기이다. 이러한 4번의 변천사는 독일의 고고학자 아우구스트 마우(August Mau, 1840-1909)가 로마 미술을 참고해볼 수 있는 프레스코(frescoes)화의 현존 사례 중 가장 큰 그룹 중 하나인 폼페이(Pompeii)에서 벽화를 발굴하면서 묘사하고 설명했다.

## 4번의 변천사
발굴작업결과 벽화 스타일을 통해 예술 역사가들은 AD 79년 베수비오 화산 폭발로 이어지는 수세기 동안 실내 장식의 다양한 단계를 묘사할 수 있었다. 이 폭발은 도시를 파괴하였지만 한편으로는 벽화그림의 보존을 가능하게 했으며 로마 예술의 변천 사이에 있었다. 스타일의 연속에는 스타일 테마가 반복된다. 그림은 또한 지역의 번영과 시대의 특정 취향에 대해 많은 것을 알려준다.
발견된 로마 벽화의 네 가지 주요 스타일이 알려져있다. Incrustation, 건축, 장식 및 복잡한. 각 스타일은 고유하지만 첫 번째 스타일 다음에 오는 각 스타일에는 이전 스타일의 일면이 포함된다. 모든 원본 그림은 베수비오 산이 폭발하기 전에 만들어졌다. 처음 두 가지 스타일(incrustation 및 건축술)은 공화정 시대(헬레니즘 그리스 벽화와 관련됨)의 일부였으며 마지막 두 가지 스타일(장식 및 복잡한)은 제국 시대의 일부였다.
이 프레스코(frescoes)화의 주요 목적은  색채와 생명력이 넘치는 그림을 통해서 실내를 환하게 하고 방을 더 넓어 보이게 했다.

## 4번째 스타일
| |
| (예시) 베티의 집(House of the Vettii),4번째 스타일(the Fourth style,벽화) - 직관적인 원근법을 보여준다. |

## 같이 보기
- 그리스 미술